# كأس الاتحاد التايلاندي
كأس الاتحاد التايلندي هو كأس كرة قدم بنظام إخراج المغلوب يشارك به 32 فريق من جميع أنحاء تايلاند وتنظم من قبل الاتحاد التايلندي لكرة القدم. حامل اللقب هو نادي تشونبوري.

## وصلات خارجية
- siamsport
- Air Force United F.C.